# Пещера чудес (Доминиканская Республика)
Куэва-де-лас-Маравильяс или Пещера Чудес (исп. Cueva de las Maravillas) — пещера в Доминиканской республике. Открыта для посещений с 2003 года. В пещере имеются петроглифы древних людей из племени Таино. Здесь можно увидеть изображения человека, животных, абстрактных фигур.

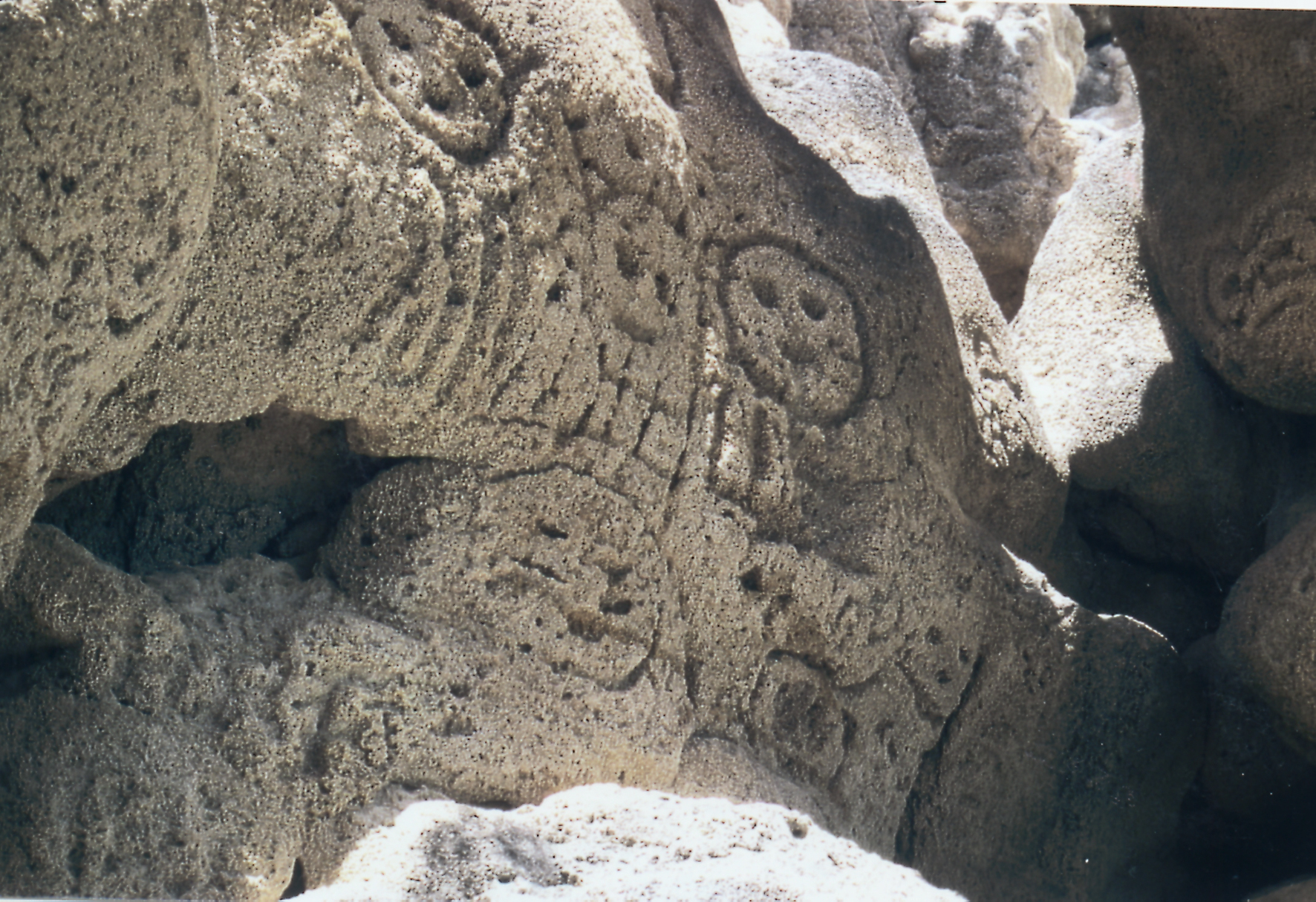

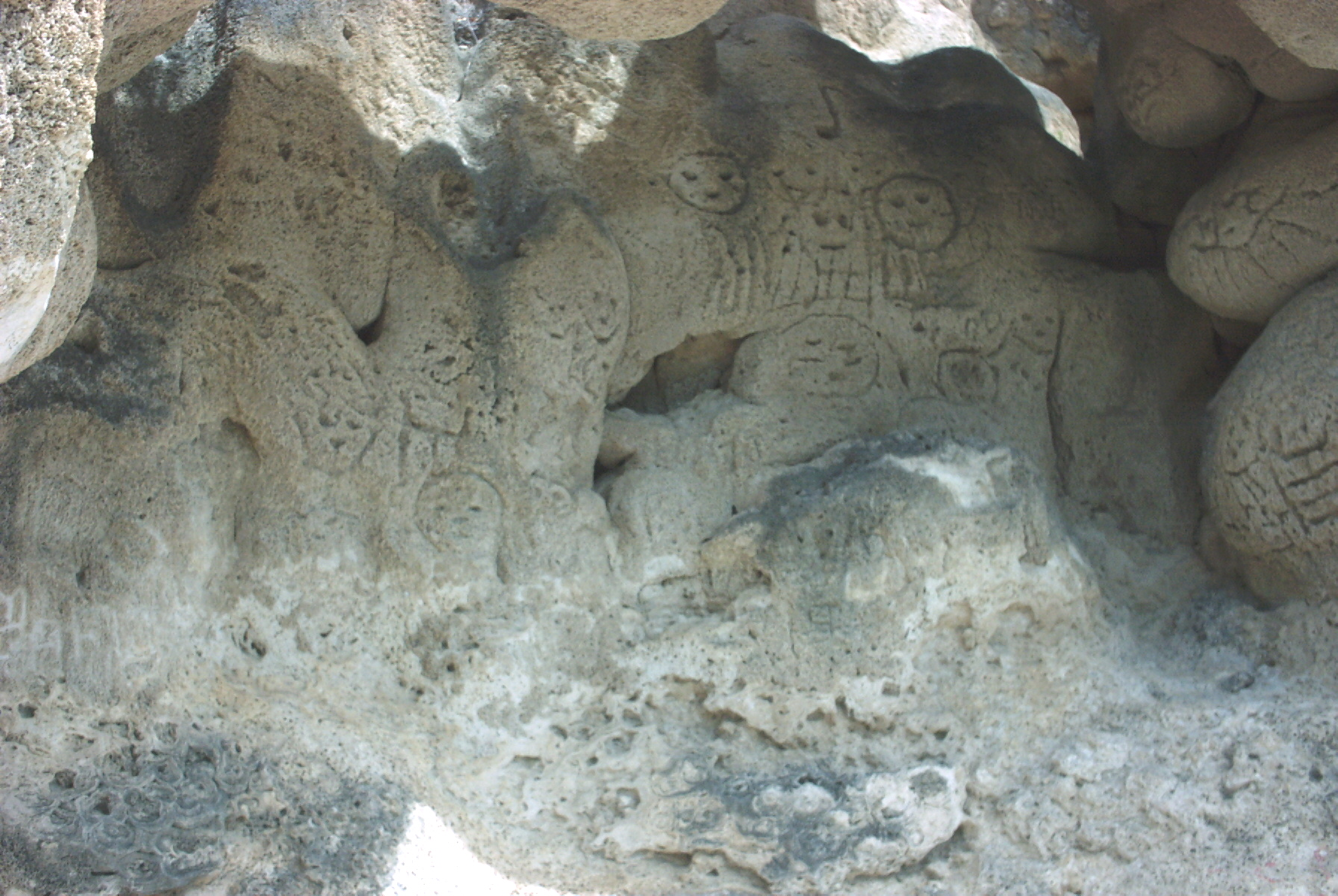

## История открытия
Около Ла-Романа, в долине рек Соко и Кумаяса, была обнаружена пещера, которая первоначально была названа Ягуал, но это название не прижилось, и впоследствии закрепилось другое название: «Пещера чудес». Первым пещеру описал профессор Франсиско Асеведо Ричез в 1949 году. 

## Описание
Площадь пещеры — 600 м², из них 240 м² открыто для посетителей. Пещера оборудована системой освещения, и имеет взлётно-посадочную полосу для воздушного транспорта. 
В Пещере Чудес имеется более пятисот наскальных изображений — рисунков и гравюр, возрастом от 500 до 1000 лет. 